# Cratera de Eagle Butte
A cratera de Eagle Butte é uma cratera localizada em Alberta, no Canadá, resultante do impacto de um asteroide com a Terra há aproximadamente 65 milhões de anos (no período Paleoceno).
Esta cratera possui cerca de 10 km de diâmetro e não é visível na superfície.